# Lis Zwick
Lis Zwick, född 16 augusti 1942 i Köpenhamn, död 22 maj 2020, var en dansk-svensk konstnär bosatt på Drakabygget i Örkelljunga sedan 1968.

## Biografi
Lis Zwick växte upp i Köpenhamn. Hennes mor var fotograf och tecknare, fadern försäljningschef.
1959 praktiserade hon som tecknare på reklambyrån Harlang & Toksvig och studerade därefter på Den Grafiske Højskole i Köpenhamn. 1962–1963 vistades hon sex månader i Drakabyggets konstnärskollektiv i Örkelljunga där hon fick undervisning av konstnärerna Hardy Strid och Jørgen Nash. 1964–1965 studerade hon på Århus konstakademi, drev sedan i två år en konsthantverksaffär i Horsens och återvände 1968 till Drakabygget sedan Jørgen Nash friat till henne. De gifte sig 1969.
Drakabygget var på 1960-talet och början av 1970-talet ett konstnärskollektiv. Där bodde förutom Nash och Zwick även Nashs barn sedan tidigare äktenskap. Dessutom fanns där alltid andra konstnärer och tillsammans drev de ett lantbruk med många djur. 1968 fick paret dottern Cecilia Zwick Nash. Vid mitten av 1970-talet upphörde kollektivet och familjen Nash/Zwick bodde ensamma kvar på gården.

## Konstnärlig verksamhet
Zwick arbetade i många olika material; grafik, akryl, gouache, akvarell, glas och kanske framför allt emalj i stort format. I emaljmåleriet ”kunde hon förena lek och dans med det fritt fabulerande och färgrika arv som hon fått från Cobra-målarna och den nordiska expressionismen”. Nashs bror Asger Jorn var ledande inom Cobragruppen och i ett tidigt skede aktiv på Drakabygget.
Lis Zwick ägnade sig också åt grafisk formgivning och undervisade på Gerlesborgsskolan i Tanum. Hennes konst finns bland annat i samlingarna vid Skissernas Museum i Lund och Moderna museet i Stockholm samt Kristianstads kommuns konstsamling

## Offentlig utsmyckning, urval
- Midsommardraken, 1969 (målning på ett 50 meter långt plank i Eskilstuna med Jørgen Nash och Kelvin Sommer).
- Poseidon och Tritonerna. 1980 (emaljfris, Korsavads simhall i Simrishamn).
- Der er en aldrig afsluttet sang, 1985 (emaljfris, Københavns Hovedbanegård, med Jørgen Nash, senare flyttad till Århus Hovedbanegård).
- Ivar Lo-sviten, 1986 (målning, Bromölla bibliotek)[3].
- Odysseus hos kikonerna (emaljfris, Antilopenskolan i Klippan).